# Čurilovec
Čurilovec – wieś w Chorwacji, w żupanii varażdińskiej, w mieście Varaždinske Toplice. W 2011 roku liczyła 131 mieszkańców.